# Faa yeung nin wa
Faa yeung nin wa (bra: Amor à Flor da Pele; prt: Disponível para Amar) é um filme franco-honconguês de 2000, do gênero drama romântico, dirigido e escrito por Wong Kar-Wai.
É o segundo de uma trilogia não oficial que começou com Ah fei zing zyun e finalizou em 2046.
Este sétimo longa-metragem de Kar-Wai é estrelado por Tony Leung Chiu-Wai, Maggie Cheung e Lai Chin. Seu título em língua original, Fa Yeung Nin Wa, significa algo como Anos Como Flores, e baseado em uma canção de Zhou Xuan. Já o título internacional em inglês foi dado depois da pós-produção do filme, quando o cineasta estava em Cannes para o festival de cinema francês. Inicialmente, ele propôs Secrets aos organizadores do festival, que não gostaram do nome. O título In the Mood for Love lhe ocorreu quando estava escutando uma versão da canção I'm in the Mood for Love cantada por Bryan Ferry.
O filme recebeu diversos prêmios, entre os quais o de Melhor Ator (Tony Leung Chiu-wai) e Grande Prêmio Técnico (Fotografia e Direção de Arte) no Festival de Cinema de Cannes de 2000, Melhor Filme no Festival de Cinema de Montreal de 2000 e o César de Melhor Filme Estrangeiro em 2001.

## Sinopse
Ambientado na Hong Kong do começo da década de 1960, o filme traz a relação entre o senhor Chow (Tony Leung), editor-chefe de um jornal local e a secretária Su Li-zhen (Maggie Cheung Man-yuk), que desconfiam que estão sendo traídos pelos seus respectivos cônjuges.

## Produção
Amor À Flor Da Pele teve uma longa gestação. Depois de receber o prêmio de Melhor Diretor no Festival de Cinema de Cannes pelo filme Happy Together - Felizes Juntos (de 1997), Wong Kar-Wai estava ansioso para trabalhar pela primeira vez na China Continental, onde ele havia nascido. Insatisfeito com o resultado final do seu épico wuxia Cinzas do Passado (1994), decidiu lidar com um tema mais urbano e ligado ao século XX para seu próximo filme. Sua primeira ideia era rodar um musical romântico em Pequim, chamado Summer in Beijing. Apesar de nenhum script ter sido finalizado, ele e o cinegrafista Christopher Doyle chegaram a realizar uma pequena quantidade de filmagens não autorizadas na Praça da Paz Celestial e outras áreas da capital chinesa. O cineasta também começou a trabalhar em um argumento simples, apenas uma base a fim de assegurar o financiamento do filme, mas que deixasse em aberto mudanças durante as filmagens. No entanto, como o governo da China exige analisar o roteiro antes do início da produção, o que se choca com os métodos espontâneos de Kar Wai, que prefere iniciar a filmagem sem um roteiro definitivo e improvisar ao longo do trabalho, o projeto acabou impedido.
Apesar da impossibilidade de concretizar Summer in Beijing, Wong Kar Wai havia chegado a pensar em três episódios para o filme, algo parecido com o seu conceito original de Amores Expressos (de 1994), em que a terceira história acabou desmembrada em um outro filme, Anjos Caídos (de 1995). O coração do seu próximo filme seria justamente uma dessas histórias, chamada A Story of Food (Uma História Sobre Comida) e que seria estrelada por Maggie Cheung e Tony Leung, acerca de uma mulher e um homem que compartilhavam macarrão e segredos. Era também uma oportunidade para retomar Dias Selvagens (de 1991), algo já planejado na época, mas que não pôde ser concretizado por seu fraco retorno de bilheteria.
Sem poder trabalhar em Pequim, Wong Kar Wai readaptou a história para um filme ambientado em Hong Kong da década de 1960. Como a cidade havia passado por muitas mudanças ao longo de três décadas, algumas filmagens também ocorreram em Macau, Bangkok, Singapura e até nas ruínas históricas do templo Angkor Wat no Camboja, para dar um clima mais realista.
Como todos os trabalhos anteriores de Wong Kar-Wai, Amor À Flor Da Pele foi filmado em película, não digitalmente. O filme teve 15 meses de filmagens, sendo que os últimos meses de produção e pós-produção foram confusos, notadamente pela pressa de entregar o filme em tempo para ser inscrito no Festival de Cannes de 2000. O diretor de fotografia Christopher Doyle, que colaborava pela sexta vez com Wong Kar-wai, teve de sair do filme quando a produção foi além da programada inicialmente e foi substituído por Mark Lee Ping Bin, conhecido por seu trabalho com o cineasta taiwanês Hou Hsiao-Hsien. Enquanto o diretor continuou mais e mais filmagens com o elenco e a equipe, ele trabalhava intensivamente para editar as enormes quantidades de imagens que já havia registrado nas filmagens de 1999. Inúmeras cenas desprezadas na mesa de edição acabaram reaproveitadas para o longa-metragem seguinte de Kar Wai, 2046 (de 2004).
No início de 2000, com a data limite para a inscrição em Cannes se aproximando, Wong foi contatado pelo diretor do festival, que o encorajou a concluir rapidamente um corte final. O título em cantonês e mandarim estava pronto e era baseado em uma canção de Zhou Xuan, mas o título internacional mostrou-se mais complexo. Após descartar de Summer In Beijing e A Story of Food, Wong sugeriu provisoriamente Secrets, mas os organizadores de Cannes rejeitaram o título, por não fazer jus ao filme que Wong Kar Wai estava preparando e também por ter sido usado em outros filmes, e sugeriram um novo nome. Finalmente, o título veio quando ouvia um álbum de coletâneas recente de Bryan Ferry e Roxy Music, chamado Slave To Love: The Very Best Of The Ballads, que continha a faixa "I'm In the Mood for Love". Títulos em inglês de filmes anteriores de Wong Kar Wai tinham vindo de canções pop, então ele considerou este título particularmente apropriado.
Wong afirma que foi muito influenciado pelo filme Um Corpo Que Cai, de Alfred Hitchcock, comparando o personagem interpretado por Tony Leung com o de James Stewart. Amor À Flor Da Pele é considerado uma influência de Sofia Coppola para seu filme Encontros e Desencontros.

## Elenco principal
- Tony Leung como Chow Mo-wan
- Maggie Cheung como Su Li-zhen (Sra. Chan)
- Siu Ping Lam como Ah Ping
- Rebecca Pan como Sra. Suen
- Lai Chen como Sr. Ho
- Joe Cheung como o homem vivendo no apartamento do Sr. Koo
- Chan Man-Lei como Sr. Koo
- Chin Tsi-ang como a amah
- Roy Cheung como Sr. Chan (voz)
- Paulyn Sun como Sra. Chow (voz)

## Prêmios
- Festival de Cinema de Cannes de 2000
  - Melhor Ator (Tony Leung Chiu-wai)[14]
  - Grande Prêmio Técnico (Fotografia e Direção de Arte) (Christopher Doyle, Lee Ping-bing, William Chang)[14]
- Festival de Cinema Ásia-Pacífico de 2000
  - Melhor Fotografia (Christopher Doyle, Lee Pin-bing)[carece de fontes?]
  - Melhor Montagem (William Chang)[carece de fontes?]
- Festival de Cinema de Hong Kong de 2001
  - Melhor Ator (Tony Leung Chiu-wai)[carece de fontes?]
  - Melhor Atriz (Maggie Cheung)[carece de fontes?]
  - Melhor Direção de Arte (William Chang)[carece de fontes?]
  - Melhor Figurino e Design de Maquiagem (William Chang)[carece de fontes?]
  - Melhor Montagem (William Chang)[carece de fontes?]
- César de 2001
  - Melhor Filme Estrangeiro[carece de fontes?]
- Prêmio de Cinema Alemão de 2001
  - Melhor Filme Estrangeiro[carece de fontes?]
- NYFCC de 2001
  - Melhor Filme Língua Estrangeira[carece de fontes?]
  - Melhor Fotografia (Christopher Doyle, Lee Pin-bing)[carece de fontes?]
- Festival de Cinema Independente Britânico de 2001
  - Melhor Filme em Língua Estrangeira[carece de fontes?]
- Chlotrudis Awards de 2002
  - Melhor Filme[carece de fontes?]
  - Melhor Fotografia (Christopher Doyle, Lee Pin-bing)[carece de fontes?]